# Мітряєво (Мішкинський район)
Мітря́єво (рос. Митряево, башк. Митрәй) — присілок у складі Мішкинського району Башкортостану, Росія. Входить до складу Ірсаєвської сільської ради.
Населення — 254 особи (2010; 251 у 2002).
Національний склад:
- марійці — 95 %